# علبة نقل (ميكانيكا)

علبة النقل هي آلة في نظام نقل القدرة توفر تطبيقًا متحكمًا به للاستطاعة (القدرة). غالبًا ما يشير مصطلح علبة نقل خمس سرعات ببساطة إلى علبة المسننات أو علبة التروس التي تستخدم المسننات وسلاسل المسننات لتوفير تحويلات السرعة والعزم من مصدر استطاعة دوار إلى جهاز آخر.

في السيارات يتحكم السائق بهذه الآلة من خلال الغيّار.
الاستخدام الأكثر شيوعًا هو في المركبات التي تعمل على المحركات، حيث تكيف علبة النقل خرج محرك الاحتراق الداخلي مع العجلات القائدة. يجب أن تعمل هكذا محركات عند سرعات دوران مرتفعة نسبيًّا، وهو أمر غير ملائم للإقلاع والتوقف والانتقال بشكل بطيء. تخفض علبة النقل سرعة المحرك التي تكون أعلى لتبلغ سرعة العجلة التي تكون أبطأ، مع زيادة العزم خلال العملية. تستخدم علب النقل أيضًا على الدراجات ذات الدواسات، والآلات المثبتة، وحيثما تحتاج الآلات تحويل سرع دوران مختلفة وعزومًا مختلفة.
غالبًا ما يكون لعلبة النقل عدة نسب مسننية (أو ببساطة «مسننات») مع القدرة على التبديل بينها في أثناء تبدل السرعة. يمكن القيام بهذا التبديل يدويًّا (من قبل العامل) أو بشكل أوتوماتيكي. يمكن توفير التحكم بالاتجاه أيضًا (مباشر أو عكسي). توجد أيضًا علب نقل ذات نسب مسننية ثابتة، وكل ما تفعله أنها تغير سرعة خرج المحرك وعزمه (وأحيانًا اتجاهه).
في المركبات ذات المحركات، ترتبط علبة النقل عادةً بالعمود المرفقي للمحرك عبر حدافة أو مقبض أو قارنة مائعة، وجزء من ذلك يعود إلى أن محركات الاحتراق الداخلي لا يمكن أن تسير بسرعات أقل من سرعة محددة. ينتقل خرج علبة النقل عن طريق العمود القائد لأحد المسننات التفاضلية أو أكثر، وهي التي تقود العجلات. مع أن المسنن التفاضلي يمكن أن يوفر أيضًا تخفيضًا مسننيًّا، فإن الغرض الأساسي منه أو السماح للعجلات على طرفي المحور بالدوران بسرعات مختلفة (وهو أمر ضروري لتجنب انزلاق العجلات على المنعطفات) مع تغيير اتجاه الدوران.
علب نقل المسننات/السيور التقليدية ليست الآلية الوحيدة الممكنة لتحويل السرعة/العزم. من بين الآليات البديلة محولات العزم وتحويل القدرة (مثل علب نقل الديزل الكهربائية وأنظمة القيادة الهيدروليكية). توجد أيضًا تركيبات هجينة. علب النقل الأوتوماتيكية تستخدم جسم صمام لتحويل المسننات باستخدام ضغوط الموائع استجابةً للسرعة والدخل عبر الخانق (دواسة الوقود).

## الشرح
ضمت علب النقل علب القيادة قائمة الزاوية ونواقل مسننية أخرى في طواحين الهواء والأجهزة العاملة على الأحصنة والمحركات البخارية، لدعم الضخ والتفريز والرفع.
تُستخدم معظم علب المسننات الحديثة لزيادة العزم مع تخفيض سرعة محور الخرج المحرك الرئيسي (مثل العمود المرفقي للمحرك). هذا يعني أن محور الخرج لعلبة المسننات يدور بسرعة أقل من محور الدخل، وينتج عن هذا التخفيض في السرعة ربح ميكانيكي، يزيد العزم. يمكن إعداد علبة المسننات لأداء العكس وتوفير زيادة في سرعة المحور مع تخفيض العزم. بعض أبسط علب المسننات تغير الاتجاه الدوراني الفيزيائي لنقل القدرة وحسب.
تتضمن العديد من علب نقل السيارات القدرة على اختيار إحدى النسب المسننية المتعددة. في هذه الحالة، تُستخدم معظم النسب المسننية (التي تدعى غالبًا ببساطة «مسننات» أو «تروس») لإبطاء سرعة خرج المحرك وزيادة عزمه. ولكن المسننات الأعلى يمكن أن تكون أنواع «قيادة فائقة» تزيد سرعة الخرج.

## استخداماتها
تستخدم علب المسننات في أنواع عديدة من التطبيقات -الثابتة في مكانها على الأغلب- المختلفة، كالعنفات الريحية.
تستخدم علب النقل أيضًا في المعدات الزراعية، والصناعية، ومعدات البناء، والتعدين، والسيارات. بالإضافة إلى علب النقل العادية المجهزة بمسننات، تستخدم هذه المعدات بشكل مفرط القيادة الهيدروستاتيكية وعلب القيادة الكهربائية القابلة للضبط.

## البسيطة
توفر أبسط علب النقل، التي تدعى غالبًا علب المسننات لوصف بساطتها (مع أن الأنظمة المعقدة قد تدعى أيضًا علب المسننات أو التروس في التسمية العامية)، تخفيضًا مسننيًّا (أو، وبشكل أندر، زيادةً في السرعة)، غالبًا إلى جانب تغير بزاوية قائمة لاتجاه المحور (عادةً في الطائرات الحوامة). تستخدم هذه عادةً في معدات زراعية تعمل على أنظمة إقلاع القدرة (بّي تي أو)، بما أن عمود إقلاع القدرة المحوري على خلاف مع الحاجة المعتادة للعمود المدار (المقاد أو) الذي يكون إما شاقوليًّا (كما في الجزازات الدورانية)، أو أفقيًّا يمتد من جانب إلى الآخر (كما في ناشرات البذور (البذّارات) وجزازات الأعشاب الثقيلة وعربات الحبوب). المعدات الأعقد، كقاطعات السيلاج وقاذفات الثلج، لها أعمدة قائدة ذات أكثر من خرج في عدة اتجاهات. كذلك تستخدم الطائرات الحوامة علبة تروس مقسمة للعزم تأخذ الاستطاعة من المحرك في اتجاهين للدائرين المختلفين.
تحول علبة المسننات في العنفة الريحية الدوران البطيء ذا العزم المرتفع للعنفة إلى دوران أسرع بكثير لمولد الكهرباء. هذه علب مسننات أكبر بكثير وأكثر تعقيدًا من علب مسننات إقلاع القدرة في معدات المزارع. تزن هذه العلب عدة أطنان وتحتوي عادةً ثلاث مراحل لتحقيق نسبة مسننية كلية تتراوح من 40:1 إلى ما يزيد عن 100:1، حسب حجم العنفة. لأسباب إيروديناميكية وبنيوية، يجب أن تدور العنفات الأكبر بسرعات أقل، ولكن المولدات كلها يجب أن تدور بسرعات متشابهة تبلغ عدة آلاف الدورات في الدقيقة). تكون المرحلة الأولى من علبة السرعة عادةً مسننًا شمسيًّا، لأجل حجم أصغر، ولتوزيع العزم الهائل للعنفة على عدد أكبر من الأسنان على العمود ذي السرعة المنخفضة. شكل تحمل علب المسننات هذه مشكلةً خطيرةً لوقت طويل.
بغض النظر عن مكان استخدامها، فإن علب النقل البسيطة هذه كلها تتشارك ميزةً هامةً: لا يمكن تغيير النسبة المسننية خلال الاستخدام. هي ثابتة منذ وقت بناء علبة النقل.
لأنواع علب نقل تتجاوز هذه المشكلة، تستخدم علب النقل المتغيرة باستمرار، وتعرف اختصارً باسم سي فّي تي.

## الأنظمة متعددة النسب
تتطلب العديد من التطبيقات توفر عدة نسب مسننية. يكون هذا غالبًا لتسهيل الإقلاع والتوقف لنظام ميكانيكي، ولكن حاجةً أخرى ضرورية تتمثل في المحافظة على كفاءة وقود جيدة.

### أساسيات السيارات
تنتج الحاجة إلى علبة نقل في السيارة عن مواصفات محرك الاحتراق الداخلي. تعمل المحركات عادةً على نطاق يتراوح بين 600 ونحو 7000 دورة في الدقيقة (مع أن هذا يتغير، ويكون عادةً أقل في محركات الديزل)، في حين تدور عجلات السيارة بسرعات بين 0 دورة في الدقيقة ونحو 1800 دورة في الدقيقة.
إضافةً إلى ذلك، يوفر المحرك عزمه الأعلى واستطاعات الخرج الأعلى بشكل غير متساوٍ على امتداد مجال السرعات الدورانية، ما ينتج نطاق عزوم ونطاق استطاعات. يكون العزم الأعظمي مطلوبًا عادةً عندما تتحرك المركبة من السكون إلى الانتقال ببطء، في حين تُطلب الاستطاعة الأعظمية عادةً عند السرعات العالية. لذلك، يجب إيجاد نظام يحول خرج المحرك بحيث يمكنه توفير عزوم كبيرة عند السرعات المنخفضة، ولكن مع المحافظة على قدرته على العمل على سرعات الطرق السريعة مع بقاء المحرك ضمن حدود مجال عمله. تؤدي علبة النقل هذا التحويل.
تتنوع ديناميكية السيارة حسب السرعة: عند السرعات المنخفضة، يكون التسارع محدودًا بعطالة الكتلة الجافة للعربة؛ في حين تكون مقاومة الرياح عند السرعات الأعظمية أو سرعات السفر هي العائق المسيطر.
تُحتوى العديد من علب النقل والمسننات المستخدمة في تطبيقات السيارات والشاحنات في علب من حديد الصب، ولكن الألمنيوم أكثر استخدامًا للأوزان الأخف، وخاصةً في السيارات. لذلك يوجد عادةً ثلاث أعمدة: العمود الأساسي، عمود المناولة الوسيط، والعمود الموجه.
يمتد العمود الأساسي إلى خارج العلبة بالاتجاهين: عمود الدخل باتجاه المحرك، وعمود الخرج باتجاه المحور الخلفي (في سيارات الدفع الخلفي، إذ يركب المحرك مع علبة النقل بشكل عام في سيارات الشد الأمامي بشكل عرضي، بحيث يكون المسنن التفاضلي جزءًا من تركيبة علبة النقل). يعلق العمود بواسطة المحامل الأساسية، ويقسم باتجاه طرف الدخل. عند نقطة الانقسام، يعلق محمل قائد العمودين معًا. تركب المسننات والقوابض على العمود الأساسي، بحيث تكون المسننات حرة الدوران بالنسبة للعمود الأساسي إلا عندما تتعشق مع القوابض.

## وصلات خارجية
- Transmission (engineering) على موسوعة بريتانيكا